# Faraba (Kéniéba)
Faraba is een gemeente (commune) in de regio Kayes in Mali. De gemeente telt 7800 inwoners (2009).
De gemeente bestaat uit de volgende plaatsen:
- Affia
- Babara
- Darsalam I
- Faraba
- Garoudji
- Gouba
- Kossaya
- Koulia
- Koulo
- Liberta
- Ouologo
- Tombokoly